# Reloj de cerro Esmeralda
El reloj digital de Iquique es el reloj digital más grande del mundo, está ubicado en el Cerro Esmeralda, en la Cordillera de la Costa frente a la ciudad homónima, en el extremo norte de Chile e ilumina todas las noches desde 1990, se apagó temporalmente en el año 2011, cuando este supuestamente se mudaría a la ciudad de Antofagasta, pues la idea en esa ciudad no prosperó, por lo que en mayo de 2015 se anunció su regreso definitivo, pero no fue hasta abril de 2016 cuando el reloj regresó en forma definitiva, y los ciudadanos iquiqueños y turistas que visitan la ciudad podrán saber la hora exacta durante todas las noches del año, sólo basta con mirar hacia el este de la ciudad.

## Creación
El iquiqueño Guillermo Morales, dueño de su empresa "Publicerro" creó el innovador reloj y lo llevó a cabo en el Cerro Esmeralda, al este de la ciudad; él desarrolló la idea por bastantes años, luego la llevó a la práctica, y se iluminó por primera vez en 1990, años después en el 2001 Morales obtuvo la patente que la tramitó durante ocho años, por lo que nadie en el mundo podrá materializar la idea de Morales, porque se incurriría en un delito económico, ni siquiera la autoridad de algún país ni un candidato político.

## Antiguo diseño del reloj
El reloj y la pizarra de avisaje estaba ubicado a 300 metros de altura, éstos se manejaban por un computador ubicado en el domicilio particular de Morales y se transmitía vía módem al cerro, donde había instalado otro computador decodificador, cuyas dimensiones fueron de 110 metros de largo por 30 metros de ancho en el caso del reloj, y la pizarra es de 300 metros de largo por 21 metros de ancho, pudo ser visto desde decenas de kilómetros de distancia, se usaron focos del tipo lámpara incandescente de 25 megawatt, la que formaron números, letras y figuras gigantes, con siete ampolletas, separadas por cinco metros cada una, hacía la forma vertical del caso del reloj, en el caso de la pizarra de avisaje, cada foco estaban separadas por tres metros y se manejaban a través de un ordenador instalado en el mismo computador. En el Cerro habitó una persona que estuvo encargada de cuidar las instalaciones y mantener el sistema eléctrico, que a veces se deterioraba por fenómenos climáticos, por el paso de perros vagos, o por el paso del tiempo cuando se desgastaba un foco se reemplazaba por otro.

### Desaparición
A medida que iba pasando el tiempo, iba perdiendo auspiciadores, a tal punto no tener patrocinadores, por lo que en junio de 2011 dejó de iluminar la ciudad, y seis meses después se propuso que aquel singular reloj se mudaría a los cerros de Antofagasta, para obtener un mejor porvenir y esta no desaparezca para siempre.

## Retorno y nuevo diseño
En mayo de 2015 se anunció el regreso de este emblemático reloj tras estar apagado durante 4 años, ya que en Antofagasta no prosperó esta idea. El cronógrafo cuenta con tecnología led, sus dimensiones son más grandes, y está ubicado a 400 metros de altura, por lo que su uso es sustentable y eficiente en la energía eléctrica de la ciudad y a la vez una belleza única en el mundo.
El nuevo reloj es visible hasta las 7 de la mañana (UTC -3). Cabe señalar que la marca Publicerro ya cuenta con 2 auspiciadores, la empresa JPT que es propiedad de Zona Franca de Iquique, y la marca coreana Samsung, la última fue auspiciador del antiguo reloj de Iquique, además de contar con el apoyo de SERNATUR (Servicio Nacional de Turismo, organismo estatal en Chile).
El reloj de Cerro Esmeralda tenía supuesta fecha de lanzamiento, volvería a iluminar el cerro el 31 de diciembre de 2015, a pocas horas de la llegada del año 2016, pero tuvo que esperar 4 meses para el relanzamiento definitivo del emblemático reloj de Iquique por diversos inconvenientes, entre ellos que la nueva ubicación se encuentra prácticamente inaccesible.

### Reinauguración
Tras varios inconvenientes previos el sábado 16 de abril de 2016 el emblemático reloj volvió a iluminar el cerro en forma definitiva, causando sentimientos de alegría y a la vez nostalgia entre los habitantes de la ciudad, aunque la ubicación de éste cambió, pues ahora se encuentra ubicado a 400 metros de altura, 100 metros más que el antiguo diseño, la pizarra electrónica cuenta con tecnología LED, cuyas dimensiones son de 140 metros de largo y 30 metros de ancho, cuya duración será de 50000 horas. Morales aseguró que aún falta afinar detalles del reloj que será aún más grande.